# Carles Molinet
Carles Molinet (Palma, abril de 1963) és un actor, director i gestor teatral mallorquí.

## Trajectòria
Titulat en fotografia per l'Escola d'Arts i Oficis de Palma, als anys 80 va exercir de reporter gràfic del diari El Día i d'altres publicacions i com articulista teatral pel Diario de Mallorca. Els seus inicis teatrals van lligats al Centre d'Experimentació Teatral (1983-1985). Es va formar al Conservatori de Música, dansa i Art dramàtic de les Illes Balears. Va completar la seva formació a l'École Internationale de Théâtre Jacques Lecoq de París i a l'École Philippe Gaulier. Anys més tard, fa un postgrau en Gestió i Polítiques Culturals per la Universitat de les Illes Balears (2006).
Des del 1985 forma part d'Iguana Teatre: n'és membre fundador, al marge de participar com a actor i productor en la majoria dels seus espectacles. També ha dirigit, entre d'altres Nit de Foc, un dels grans èxits d'Iguana Teatre, Illòtic i Z i l'habitació 113 de Joan Carles Bellviure, coproducció d'Iguana Teatre i La Impaciència estrenada el 17 de gener de 2014 al Teatre del Mar. Com a actor ha treballat en teatre, televisió, cinema i doblatge. A teatre ha fet papers de Molière, Wilde, Chéjov i Shakespeare sovint sota les ordres de Pere Fullana. A la televisió, en projectes com Llàgrima de Sang, El Comisario, Los Hombres de Paco. Al cinema a El Viatge Vertical, un telefilm d'Ona Planas.
Paral·lelament a la seva trajectòria com a actor, ha desenvolupat una activitat de productor escènic, gestor i docent. Com a productor, més enllà d'Iguana Teatre, també ha produït els espectacles infantils de Teatre de la Sargantana. Com a gestor cultural, ha creat i impulsat projectes com el Projecte Alcover, posat en marxa el 1986; la Fundació Teatre del Mar, de la qual és patró i director d'ençà del 1992; l'Associació d'actors i actrius professionals de les IB (AAAPIB), l'Abet, Associació Balear d'Empreses Productores de Teatre, i posteriorment d'Illescena, entre d'altres càrrecs. El 2006 va impulsar el programa Gescènic, amb la finalitat de promoure la cultura de gestió en arts escèniques. Entre 2006 i 2010 va dirigir l'Escola Superior d'Art Dramàtic de les Illes Balears (ESADIB) i entre 2008 i 2012 va impartir classes de producció i gestió teatral a l'ESADIB i a programes de postgraus i màsters, en centres com la Universitat de les Illes Balears o la Universitat de Barcelona.

## Obra
- Iguana Teatre (2006): 20 anys Iguana Teatre. Palma: Iguana Teatre.
- Iguana Teatre (2011): 20 + 5 anys Iguana Teatre. Palma: Iguana Teatre.
- Marcé, Jaume (coord.) (2003). 1993-2003, 10 anys del Teatre del Mar. Palma: Fundació Teatre del Mar i Edicions Documenta Balear.
- Marcé, Jaume (coord.) (2013). 1993-2013, 10+10, 20 anys del Teatre del Mar. Palma: Fundació Teatre del Mar.